# Вождизм
Вождизм — політика, направлена на затвердження однієї людини в ролі незаперечного керівника. Для вождизму характерна особиста відданість одній людині — вождю, визнаному ідейному керівнику у жорстко централізованих структурах (державі, партії).
Особливого розвитку вождизм отримав після Першої світової війни, чому існують різні суперечливі теоретичні пояснення. Вождизм супроводжував багатьом тоталітарним суспільствам з різною ідеологією і політичною організацією.
Вождизм як політико-суспільне явище відомий у СРСР (сталінізм), Німеччині (нацизм) та Італії Муссоліні (фашизм), КНР, КНДР.

## Вождизм у деяких країнах

### Україна
В ОУН був титул вождя. 27 серпня 1938 р. в Римі відбувся Другий Великий Збір Українських Націоналістів, який офіційно затвердив Андрія Мельника на посаді Голови ПУН і надав йому титул «вождя», проголосивши його відповідальним лише «перед Богом, нацією і своїм власним сумлінням».

### Німеччина
У Третьому Рейху вождизм (Führerprinzip) був одним з постулатів нацистської ідеології. Вже в 1921 році А. Гітлер проголосив «фюрерство» законом нацистської партії. Абсолютна відповідальність вождя і його помічників замінить «безвідповідальність парламентаризму», говорив Гітлер. На «принципі фюрерства» ґрунтувалася повсякденна діяльність багатьох націонал-соціалістичних організацій. Гітлера називали «Великим вождем імперії», а частіше просто вождем (фюрером).

### Італія
В Італії за Муссоліні з 1922 по 1945 роки також був поширений принцип вождизму. Муссоліні іменувався вождем (дуче).

### СРСР
Марксизм-ленінізм, ідеологічна основа Радянської влади, в теорії відкидає вождизм, обмежуючи «роль особистості в історії», що виникало з марксистського принципу рівності. Однак деякі вчені вважають вождизм природним наслідком ленінізму. Наприклад, російський філософ М. Бердяєв вважав, що «Ленінізм є вождизмом нового типу, він висуває вождя мас, наділеного диктаторською владою». Після Жовтневого перевороту 1917 року в Радянській Росії та СРСР стали використовуватися у множині і однині титули «вожді революції» і просто «вожді» стосовно до В. І. Леніна і Л. Д. Троцького (також іменувався «вождем Червоної армії») та Г. Є. Зінов'єва (іменувався «вождем Комінтерну»).
Після опозиції і відсторонення від влади Троцького до 1929 року було поширено множинне вираз «вожді партії» стосовно до лідерів партії, а також схожі титули в однині (наприклад, «ленінградським вождем» називали С. М. Кірова, «вождем України» — С. В. Косіора). З набуттям всієї повноти влади І. В. Сталіним ці вирази практично зникли, тому що в повноцінно вождистського суспільстві вождь може бути тільки один, яким і був оголошений Сталін під час його перебування у влади в СРСР. При розквіті його культу особи титули «Великий вождь», «Великий вождь і вчитель» по відношенню до Сталіна часто використовувалися в офіційних публіцистиці і риторики.

### КНР
Засновник КНР Мао Цзедун іменується «великим керманичем», тобто вождем.

### Російська Держава
Під час громадянської війни в Росії 1917-1924 років серед білого руху О. Колчак мав титул «Верховного правителя Росії», що указує на вождизм.

### КНДР
Кім Чен Ір теоретично обґрунтував вождизм і розглядав взаємозв'язок партії і вождя: «Вождь, партія і маси — це єдиний комплекс, який ділив спільну долю, горе і радість. Вони тісно згуртовані між собою єдиною думкою і волею, почуттям морального обов'язку і в цьому гарантія непереможності справи соціалізму. Ми повинні ще тісніше згуртовувати весь народ навколо партії і вождя, безперервно зміцнювати силу однодумності і згуртованості вождя, партії і мас». Батька Кім Чен Іра Кім Ір Сена в тоталітарній КНДР називали «Великим вождем», а самого Кім Чен Іра — «Великим керівником».

### Білорусь
У Білорусі та інших країнах СНД стосовно її лідера Олександра Лукашенка іноді використовується неофіційне прізвисько "Батько" (біл. Бацька), що є очевидним проявом вождизму.